# Melanie Unseld
Melanie Unseld (* 1971 in Karlsruhe) ist eine deutsche Musikwissenschaftlerin und Hochschullehrerin.

## Leben
Unseld studierte Musikwissenschaft, Literaturwissenschaft, Philosophie und Kulturwissenschaft in Karlsruhe und Hamburg. 1996 beendete sie ihre Studien mit einer Magisterarbeit über das Streichquartettschaffen von Alexander Borodin, 1999 erfolgte ihre Promotion an der Universität Hamburg zum Thema Tod und Weiblichkeit in der Musik der Jahrhundertwende. 2002 bis 2004 war sie Stipendiatin des Lise-Meitner-Hochschulsonderprogramms. 2005 bis 2008 war sie Wissenschaftliche Mitarbeiterin an der Hochschule für Musik und Theater Hannover, seit 2006 am Forschungszentrum Musik und Gender (fmg) ebendort.
2008 bis 2016 war Melanie Unseld Professorin für Kulturgeschichte der Musik an der Carl von Ossietzky Universität Oldenburg, wo sie 2009–2015 auch Direktorin des Interdisziplinären Zentrums für Frauen- und Geschlechterforschung (ZFG) war. Sie war darüber hinaus Mitinitiatorin des Strukturierten Promotionsprogramms „Erinnerung – Wahrnehmung – Bedeutung. Musikwissenschaft als Geisteswissenschaft“ (2009–2012). 2013 habilitierte sie sich mit einer Arbeit über Biographie und Musikgeschichte an der Hochschule für Musik, Theater und Medien Hannover. Seit Oktober 2016 ist sie Professorin für Historische Musikwissenschaft am Institut für Musikwissenschaft und Interpretationsforschung der Universität für Musik und darstellende Kunst Wien.
2019 wurde Unseld zum korrespondierenden Mitglied der Österreichischen Akademie der Wissenschaften gewählt. Seit 2022 ist sie Präsidentin der Österreichischen Gesellschaft für Musikwissenschaft.

## Bücher (Auswahl)
- „Man töte dieses Weib!“ Weiblichkeit und Tod in der Musik der Jahrhundertwende. Metzler, Stuttgart/Weimar 2001, ISBN 978-3-476-01809-0
- Mozarts Frauen. Begegnungen in Musik und Liebe. Rowohlt Taschenbuch, Reinbek 2005, ISBN 978-3-499-62105-5
- (als Hrsg. zusammen mit Annette Kreutziger-Herr): Lexikon Musik und Gender. Kassel/Stuttgart 2010, ISBN 978-3-7618-2043-8
- Musikwissenschaft als Kulturwissenschaft. Bis, Oldenburg 2011, ISBN 978-3-8142-1195-4
- Biographie und Musikgeschichte. Wandlungen biographischer Konzepte in Musikkultur und Musikhistoriographie. Böhlau, Köln/Weimar/Wien 2014, ISBN 3-412-22276-3
- (Hrsg.): „Delights of Harmony“ – James Gillray als Karikaturist der englischen Musikkultur um 1800. Böhlau, Wien/Köln/Weimar 2017, ISBN 978-3-412-50789-3
- Musikgeschichte „Klassik“. Bärenreiter Studienbücher Musik, Kassel 2022, ISBN 978-3-7618-2458-0

## Herausgeberschaft
- Melanie Unseld, Christian von Zimmermann (Hrsgg.): Anekdote - Biographie - Kanon. Zur Geschichtsschreibung in den schönen Künsten. Böhlau, Köln 2013, ISBN 3-412-20829-9 (Vandenhoeck & Ruprecht, Göttingen, ISBN 978-3-412-20829-5).

## Aufsätze (Auswahl)
- Musikalische Biographik. Eine Bestandsaufnahme, in: Rheinische Sängerinnen des 20. Jahrhunderts. Eine Dokumentation in Wort und Ton, hrsg. von Thomas Synofzik und Susanne Rode-Breymann, Kassel: Merseburger, 2003, S. 15–23
- „Studiren […] und Metier davon zu machen“. Mozarts Schülerinnen Josepha Auernhammer und Babette Ployer, in: „Ein unerschöpflicher Reichthum an Ideen…“ Komponistinnen zur Zeit Mozarts, hrsg. von Elena Ostleitner und Gabriele Dorffner (= Frauentöne, Band 6), Strasshof/Wien/Bad Aibling: 4/4 Verlag 2006, S. 41–52